# Johann Adam Hartung
Johann Adam Hartung, auch Johann Adolf Hartung (* 25. Januar 1801 in Berneck; † 20. September 1867 in Erfurt) war ein deutscher Altphilologe und Gymnasiallehrer.
Hartung studierte an den Universitäten Erlangen und München. 1824 erhielt er eine Stelle am Gymnasium in Erlangen, 1837 eine Stelle als Direktor am Hennebergischen Gymnasium in Schleusingen, schließlich ab 1840 ebenso eine Stelle als Direktor am Gymnasium in Erfurt.
Hartung publizierte vor allem zur griechischen Sprache (insbesondere zu den Partikeln) und Literatur (insbesondere zu Euripides).